# Oliviers waterhoen
Oliviers waterhoen (Zapornia olivieri synoniem Amaurornis olivieri) is een vogel uit de familie van de rallen (Rallidae). Het is een bedreigde, endemische vogelsoort in Madagaskar.

## Kenmerken
De vogel is gemiddeld 19 cm lang, het formaat van een klein waterhoen. De vogel is overwegend zwart, met een kastanjebruine mantel en vleugelveren, een heldergele snavel en rode poten. Door het kleine formaat en de gele snavel onderscheidt hij zich van alle andere soorten rallen op Madagaskar.

## Verspreiding en leefgebied
Deze soort is endemisch in Madagaskar, waar hij zeldzaam is en alleen voorkomt in een aantal ver van elkaar verwijderd liggende draslanden in het westen van het eiland. Het is een vogel van dichte vegetatie langs rivieren, meren en in moerassen. Het leefgebied moet deels uit hoog riet en lisdodde bestaan, afgewisseld met kleine open plekken, drijvende bladeren of stukken met lage oeverplanten.

## Status
Oliviers waterhoen heeft een beperkt verspreidingsgebied en is zeldzaam, daardoor is de kans op uitsterven aanwezig. De grootte van de populatie werd in 2016 door BirdLife International geschat op 250 tot 1000 volwassen individuen. Het leefgebied wordt geleidelijk omgezet in landbouwgronden voor de verbouw van rijst en menselijke bewoning. Om deze redenen staat deze soort als bedreigd op de Rode Lijst van de IUCN.